# Німецький альпійський клуб
Німецький альпійський клуб (нім. Deutscher Alpenverein, DAV) — найчисленніша альпіністська організація в світі і восьма за величиною спортивна організація в Німеччині. До клубу входять 358 юридично незалежних альпіністських об'єднань, що об'єднують близько 1,3 млн членів. Серед членів клубу є як професіонали так і любителі, що займаються гірськими видами спорту: альпінізмом, скелелазінням, гірським туризмом, льодолазінням, скі-альпінізмом, маунтинбайком та ін.
Клуб входить до олімпійської спортивної конфедерації Німеччини.